# Geeklog
Geeklog é um sistema de gerenciamento de conteúdo desenvolvido em PHP e que trabalha com banco de dados MySQL.